# Фани Елслер
Фани Елслер (родена Франциска Елслер; 23 юни 1810 – 27 ноември 1884) е австрийска балерина от романтичния период.

## Биография
Родена в Гумпендорф, квартал на Виена. Баща ѝ Йохан Флориан Елслер е копист на Йозеф Хайдн, придворен композитор и капелмайстор на Миклош Естерхази.
От най-ранните си години Фани Елслер учи балет и на 7-годишна възраст участва в постановка в Kärntnertortheater във Виена. Почти винаги танцува със сестра си Тереза, която е на 2 години по-голяма. Учители на сестрите са Жан-Пиер Оме, Фридрих Хоршел и по-късно Гаетано Джоя. През 1827 г. сестрите се местят в Неапол, където Елслер започва връзка с принца на Салерно Леополд, син на крал Фердинанд I (Двете Сицилии), от когото ражда син Франц.
Успехът на двете сестри в Неапол води до ангажимент в Берлин през 1830 г., а после и в Лондон, където ражда второто си дете – от кратката си връзка с германския дипломат Фридрих фон Генц.
През септември 1834 г. Елслер танцува за Парижката опера, където звезда е Мария Тальони. Елслер и Тальони са много различни и ръководството на операта вижда в това възможност да представи нещо ново и интересно. Тальони е известна като на френски: danseur ballonné и се отличава с лекотата на скоковете си, а Елслер като на френски: danseur tacquetée и се отличава с прецизност в изпълнението на малки, бързи стъпки. Тальони, макар и по-фин артист, не може да се съревновава с чара на новодошлата. Със своята качуча от балета Le Diable boiteaux на Жан Корали от 1836 г., Елслер превъзхожда всичките си конкуренти, а поетът Теофил Готие я нарича „езическа“ танцьорка. Успехът на Елслер поражда и по-голямото търсене на характерния танц. С растежа на тяхната популярност Елслер добавя в репертоара си и полския танц краковяк (на френски: cracovienne) и италианска тарантела.
Елслер не само притежава технически умения, но и изключителна драматична дарба. С изпълненията си във всички велики романтични балети, включително Силфида, Жизел и Есмералда, Елслер си отвоява място сред най-талантливите и забележителни балерини от периода на романтизма.
През 1840 г. сестрите Елслер гастролират в Америка и след две години небивал успех се завръщат в Европа.  В Америка Фани се радва на компанията на Джон Ван Бурен, син на американския президент Мартин Ван Бурен. Американският конгрес спира заседания, за да се радват на представленията ѝ. Елслер е смятана за „най-значимата Силфида на американска сцена“, като чест докарва публиката до прочувствени сълзи.  В Ню Орлеанс Елслер танцува две седмици, като хонорарът ѝ е 1000 долара на вечер. 
През следващите пет години Елслер танцува в Германия, Австрия, Франция, Англия и Русия. През 1845 г. е поканена да участва заедно с Мария Талиони, Карлота Гризи и Фани Черито в специално поставения балет Па де катр на Жул Перо в Лондон, но тя отказа.

През същата година, натрупала цяло състояние, Елслер се оттегля от сцената и се установява близо до Хамбург. Няколко години по-късно сестра ѝ Тереза сключва морганатичен брак с принц Адалберт от Прусия и получава титлата баронеса фон Барним.  Тереза остава вдовица през 1873 г. и умира на 19 ноември 1878 г. Фани Елслер умира във Виена на 27 ноември 1884 г.